# Metodologia de planejamento de projetos por objetivos
A Metodologia de Planejamento de Projetos por Objetivos (MPPO) é uma ferramenta de gestão para planejamento de projetos orientado para objetivos.

## Surgimento
Criada no final da década de 60 e amplamente disseminada a partir dos anos 70, a MPPO é atualmente utilizada por empresas privadas, governos locais e pela maioria das agências internacionais desenvolvimento no monitoramento, acompanhamento e avaliação de projetos e programas. 
As agências internacionais de desenvolvimento, como United States Agency for International Development (USAID), Swedish International Development Cooperation Agency (SIDCA), Norwegian Agency for Development Cooperation (NADC), PNUD, Comissão Europeia têm destacada importância na disseminação da metodologia pelo mundo.

## O que é a MPPO
A MPPO é:
1. Instrumento para análise lógica e estruturação do pensamento em planejamento de projetos
2. Um quadro formado a partir de uma série de questões que, se utilizado sistematicamente, permite uma estrutura de diálogo entre diferentes grupos interessados em um projeto
3. Instrumento de planejamento que engloba os diferentes elementos em um processo de mudança (problemas, objetivos, grupos de interessados, plano de ação). O planejamento do projeto deve ser resumido em uma Matriz de Projetos
4. Instrumento para criar participação/responsabilização e transparência/pertencimento
5. Senso comum

A MPPO é usada para:
1. Identificar problemas e necessidades em um certo setor da sociedade.
2. Facilitar a seleção e a definição de prioridades entre projetos
3. Planejar e executar projetos de desenvolvimento com efetividade
4. Acompanhar e avaliar projetos de desenvolvimento